# Oragua yuracensis
Oragua yuracensis är en insektsart som beskrevs av Young 1977. Oragua yuracensis ingår i släktet Oragua och familjen dvärgstritar. Inga underarter finns listade i Catalogue of Life.